# Loxaspilates arisanaria
Loxaspilates arisanaria är en fjärilsart som beskrevs av Max Joseph Bastelberger 1909. Loxaspilates arisanaria ingår i släktet Loxaspilates och familjen mätare. Inga underarter finns listade i Catalogue of Life.